# Günter Zumpe
Günter Zumpe (Lomnitz, Wachau, 4 de maio de 1929 - 12 de janeiro de 2024) foi um engenheiro civil alemão, professor de estática da Universidade Técnica de Dresden.

## Vida
Zumpe é filho de um construtor de uma pequena vila; seu irmão mais novo é o arquiteto Manfred Zumpe. Estudou na Universidade Técnica de Dresden e inicialmente queria trabalhar por conta própria como engenheiro estrutural (ou trabalhar para a empresa de construção de seu pai, que finalmente foi estatizada em 1972), mas depois voltou para a Universidade Técnica de Dresden como assistente por causa de oportunidades limitadas de emprego. Obteve a habilitação em 1961 e depois lecionou mecânica aplicada na Universidade Técnica de Dresden. Ao mesmo tempo tornou-se especialista em mecânica estrutural e construção em 1962, mas foi limitado na Alemanha Oriental em seu emprego secundário como professor universitário. Em Dresden foi mais recentemente professor de engenharia ivil e informática de edifícios.
Em mecânica técnica, inspirado por discussões com matemáticos que foram seus alunos no início dos anos 1960, desenvolveu sua própria abordagem com o bitores de dimensão seis ao lado de vetores. Seu ambiente acadêmico deu origem a vários profissionais destacados, incluindo professores como Hubertus Milke, ex-reitor da Hochschule für Technik, Wirtschaft und Kultur Leipzig. É membro correspondente da Academia de Ciências de Braunschweig.

## Investigação da estática histórica da Frauenkirche Dresden
Zumpe tornou-se conhecido após a virada da Alemanha Oriental Die Wende por sua investigação da estática histórica da reconstrução de 1993 a 2005 da Frauenkirche de Dresden. Um erro fundamental no conceito estático finalmente implementado por George Bähr na década de 1730 levou ao fato de que cargas da cúpula de pedra na Frauenkirche nos pilares internos foram removidas, contrariamente à concepção estática original de Bähr. O erro foi solucionado após a morte de Bähr em 1738, já em relatórios de especialistas da época, por Gaetano Chiaveri. Na década de 1930 ocorreu uma investigação estrutural completa por Georg Rüth. Segundo Zumpe, a Frauenkirche provavelmente teria sobrevivido ao inferno em Dresden em 1945, caso o conceito original tivesse sido realizado. O erro levou ao episódio de repetidas vezes ocorrerem rachaduras nos pilares e na cúpula antes de sua destruição em 1945. Zumpe implorou por uma reconstrução que realizasse o conceito original de sino de pedra de Bährs, e isso também foi implementado nas especificações da fundação responsável pela reconstrução.

## Publicações selecionadas
- Angewandte Mechanik. 3 Volumes, Akademie Verlag, Berlim 1975. / 2. Edição, a partir de 1983.
- Die steinerne Glocke im Tragwerk der Frauenkirche zu Dresden. In: Bautechnik, 1993, Caderno 7, p. 402–414.
- Die tragende Glocke der Frauenkirche zu Dresden. Statische Analysen. In: Bautechnik, 1993, Caderno 8, p. 483–490.
- Statisch-konstruktives Denken im 18. Jahrhundert. Dargestellt am Beispiel der Frauenkirche zu Dresden. In: Bautechnik, 1998, Caderno 11, p. 871–883.